# Японска жена
„Японска жена“ (на унгарски: Japán nő) е картина на унгарския художник Берталан Секели от 1871 г.
Картината е нарисувана с маслени бои върху платно и има размери 169,5 x 121,5 cm. Берталан Секели е един от най-значимите художници, занимаващи се с живопис през XIX век в Унгария. Тази картина е забележителна творба, защото за първи път в унгарското изкуство показва влиянието на японизма в него. Съдейки по изражението и чертите, моделът изглежда, че не е японка, но предметите включени в творбата свидетелстват за японската култура и дух и дават информация за тях. Берталан Секели се запознава с оригинални японски творби и предмети по време на изложението на Източна Азия, провело се в Унгарския национален музей през 1870 г. Това изложение го вдъхновява, за създаването на тази картина през следващата година.
Творбата му е част от фонда на Националния музей в Будапеща, Унгария.